# Ismaïl Sghyr
Pour les articles homonymes, voir Seghir.
Ismaïl Seghir, né le 16 mars 1972 à Taroudant au Maroc, est un athlète français, spécialiste des courses de fond. Il a été détenteur du record de France du 5 000 mètres avec le temps de 12 min 58 s 83, établi le 28 juillet 2000 à Oslo.

## Biographie
Après avoir représenté sa nation d'origine, le Maroc, il a ensuite choisi de représenter la France.
Au niveau international, ses meilleurs résultats sont une médaille de bronze aux mondiaux indoor de 1997 à Paris. La même année, il termine 4e des Championnats du monde 1997 à Athènes sur 5 000 mètres. Il a également remporté une médaille d'argent aux Championnats d'Europe 2002 à Munich.
Il devient détenteur du record de France du 5 000 mètres le 28 juillet 2000 avec un temps de 12 min 58 s 83 établi  à Oslo. Ce record est battu le 21 juillet 2023 par Jimmy Gressier qui réalise 12 min 56 s 09 lors du meeting Herculis.

## Palmarès

### Jeux olympiques d'été
- Jeux olympiques de 2004 à Athènes,  Grèce
  - 8e du 10 000 mètres
- Jeux olympiques de 1996 à Atlanta,  États-Unis
  - 11e du 5 000 mètres

### Championnats du monde d'athlétisme
- Championnats du monde 2003 à Paris,  France
  - 9e du 10 000 mètres
- Championnats du monde 2001 à Edmonton,  Canada
  - 5e du 5 000 mètres
- Championnats du monde 1999 à Séville,  Espagne
  - 15e du 10 000 mètres
- Championnats du monde 1997 à Athènes,  Grèce
  - 4e du 5 000 mètres
- Championnats du monde 1995 à Göteborg,  Suède
  - 4e du 5 000 mètres

### Championnats du monde d'athlétisme en salle
- Championnats du monde 1997 à Paris,  France
  -  Médaille de bronze du 3 000 mètres

### Championnats d'Europe d'athlétisme
- Championnats d'Europe 2002 à Munich,  Allemagne
  -  Médaille d'argent du 5 000 mètres

### Cross-Country
- Champion d'Aquitaine du cross long en 2003.
- Vainqueur des interrégionaux sud-ouest du cross long en 2003.
- Vice-champion de France du cross long en 2003.